# Hippolyte Flandrin
Jean-Hippolyte Flandrin (Lione, 23 marzo 1809 – Roma, 21 marzo 1864) è stato un pittore francese.
È considerato uno dei principali esponenti neoclassici della Scuola di Lione.

## Biografia
I suoi genitori erano Jean-Baptiste Flandrin e Jeanne Françoise Bibet.
Allievo dapprima di Pierre Révoil e in seguito di Ingres, la sua opera si situa nel solco del Neoclassicismo e della pittura accademica. Vinse il Prix de Rome nel 1832 e trascorse due anni a Roma. Tornato in Francia si stabilì a Parigi dedicandosi alla pittura storica e poi ai temi dell'arte religiosa, ma fu, sulla scia di Ingres, un grande e sensibilissimo ritrattista.
Nel 1843 sposò Aimée-Caroline Ancelot (1822-1882) che gli diede un figlio: Paul-Hippolyte Flandrin (1856-1921) pittore religioso, ritrattista e decoratore. Anche due suoi fratelli, Auguste (1804-1842), e Paul Jean (1811-1902) furono pittori. Eseguì affreschi nell'Abbazia di Saint-Germain-des-Prés e nella chiesa di San Vincenzo de' Paoli a Parigi.
Il suo quadro Giovane uomo nudo seduto in riva al mare, dipinto a Roma nel 1836, è una delle sue opere più rinomate e si trova oggi al Museo del Louvre.
Nel 1853 fu eletto membro dell'Académie des beaux-arts. Nel 1863 la sua salute divenne sempre più precaria e lo costrinse a trasferirsi di nuovo in Italia. Ma a Roma contrasse il vaiolo e nel 1864 ne morì. Fu sepolto a Parigi, nel cimitero di Père-Lachaise.
Il giudizio dell'epoca vide in Flandrin un seguace spiritualista di Ingres, colui che trasformò l'ideale pagano del Maestro in ideale cristiano: « ... più preoccupato dell'idealizzazione del pensiero che dell'idealizzazione della forma, più innamorato del senso che della lettera, più preso dal sentimento psicologico che dal senso materiale, diede a vaghe ispirazioni mistiche un'anima cristiana, la cui legge estetica si trova nei più profondi e segreti abissi della loro fede ».

## Opere
- Euripide scrive le sue tragedie
- Cristo e i bambini
- San Luigi detta i comandamenti
- San Luigi prende la croce per la seconda volta
- Mater Dolorosa
- Polite, figlio di Priamo - (1833-1834)
- Dante, guidato da Virgilio, offre consolazione alle anime degli invidiosi - Museo di belle arti, Lione (1835)
- San Clario che guarisce i ciechi - distrutto (già alla cattedrale di Nantes) (1836)
- Giovane uomo nudo seduto in riva al mare - Louvre, Parigi, (1836)
- Testa virile di profilo - Louvre, Parigi, (c. 1842)
- La forza - Museo d'Orsay, Parigi, (1854)
- La giustizia - Museo d'Orsay, Parigi, (1856)
- L'adorazione dei magi - (1857)
- Joseph-Charles-Paul, principe Napoleone - Museo d'Orsay, Parigi, (1860)
- Ritratto di Madame Edouard Brame - Museo di Belle Arti di Lione, (1861)
- Ritratto di Madame Louis Antoine de Cambourg - (1846)

- Napoleone III - (1862)
- Teseo riconosciuto da suo padre, (1832) - Scuola nazionale di Belle arti, Parigi
- Vetrata del Coro (1928-1931) della chiesa di San Luigi a Saint-Étienne, in collaborazione con Victor Orsel e Gabriel Tyr[3]
- La Fiorentina (tre ritratti), verso il 1840 - Museo di Belle arti di Nantes
- Studio di personaggi - Museo di Évreux
- Madame Hippolythe Flandrin (1846) - Louvre, Parigi[4]
- Napoleone legislatore
- Ritratto di Ambroise Thomas - (1834)
- Giovane pastore seduto (1834) - Museo di Belle arti di Lione
- Pietà (1842) - ibidem
- Autoritratto con il basco, ibidem
- Autoritratto al cavalletto (verso 1860), ibidem
- Madame Oudiné, ibidem
- Georges Brölemann, ibidem
- Madame Georges Brölemann, ibidem

### Pitture murali
- Chiesa di Saint-Séverin
- Abbazia di Saint-Germain-des-Prés
- Chiesa di San Vincenzo de' Paoli a Parigi
- Chiesa di San Paolo a Nîmes

## Mostre postume

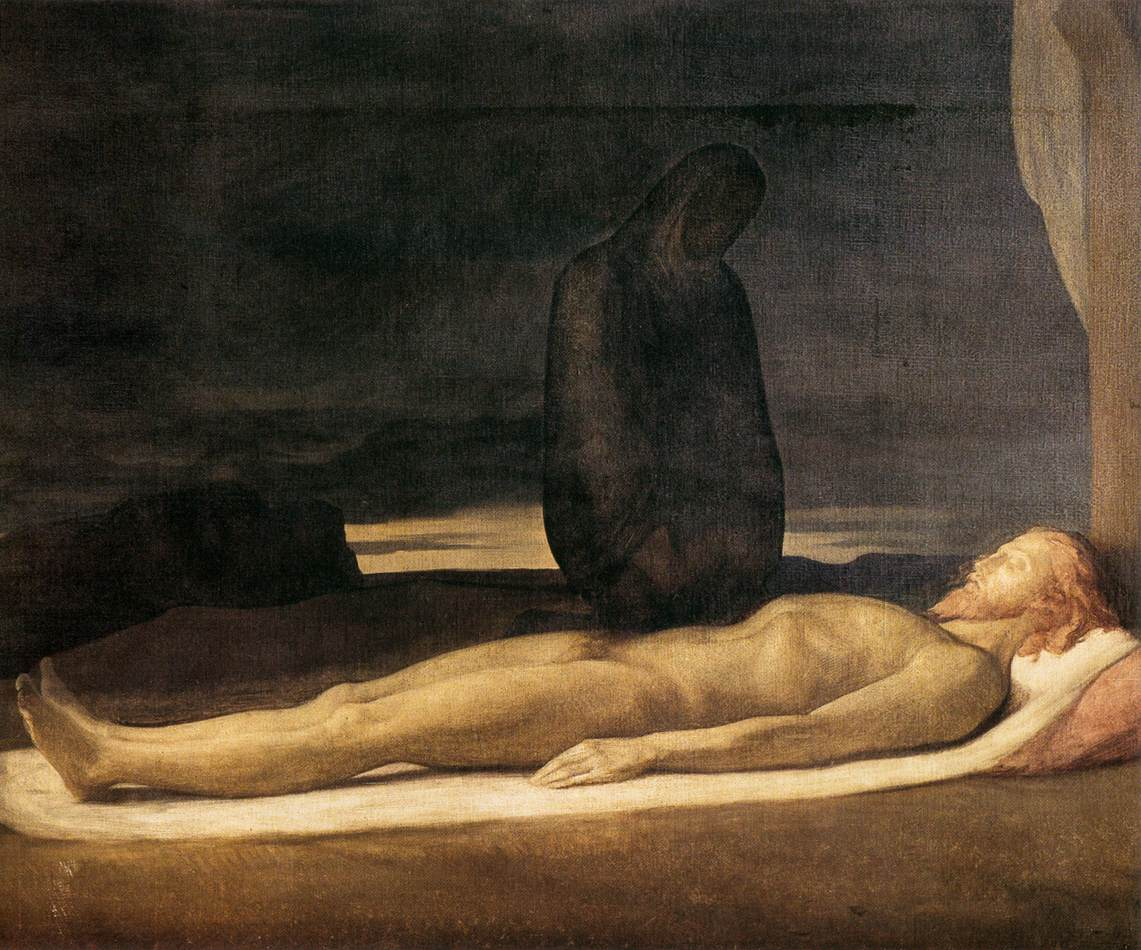
La Pietà

- 1865 - Exposition rétrospective, Scuola imperiale di Belle arti, Parigi.
- 1984 - Hippolyte, Auguste et Paul Flandrin, Parigi, "Orangerie du Luxembourg", Lione, Museo di belle arti.
- 1995 - De Le Brun à Vuillard, trois siècles de peinture française, Museo Marmottan, Parigi.
- 2007 - Hippolyte et Paul Flandrin, paysages et portraits, Museo di Belle arti di Nantes.

## Allievi
- Émile Hirsch
- Jean-Baptiste Poncet
- Louis Lamothe, 1839
- Eugène Allard, 1850
- James Tissot dal 1856 al 1859

## Galleria d'immagini

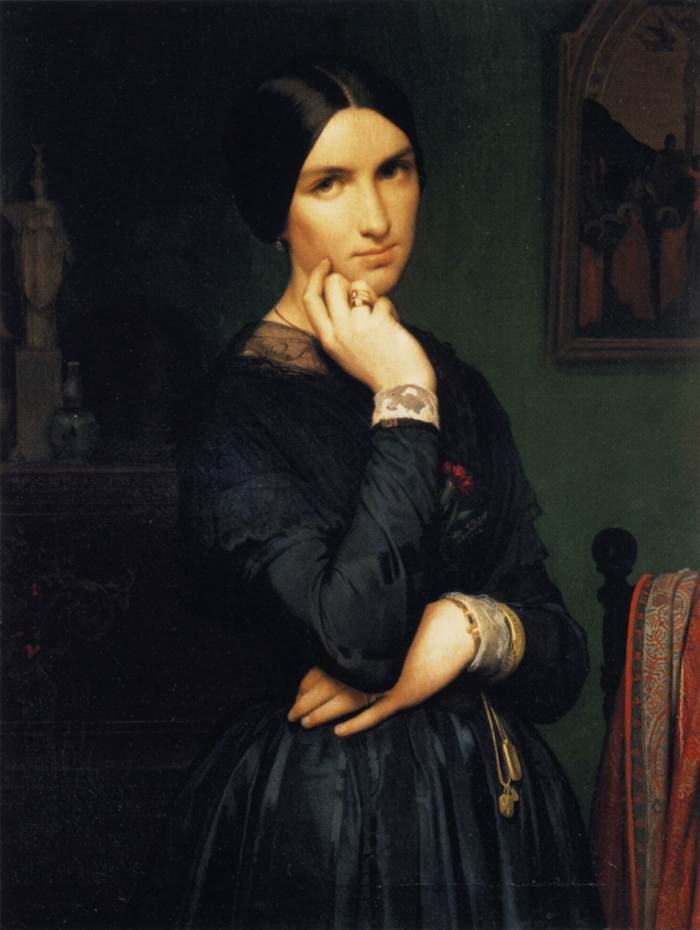
Madame Flandrin
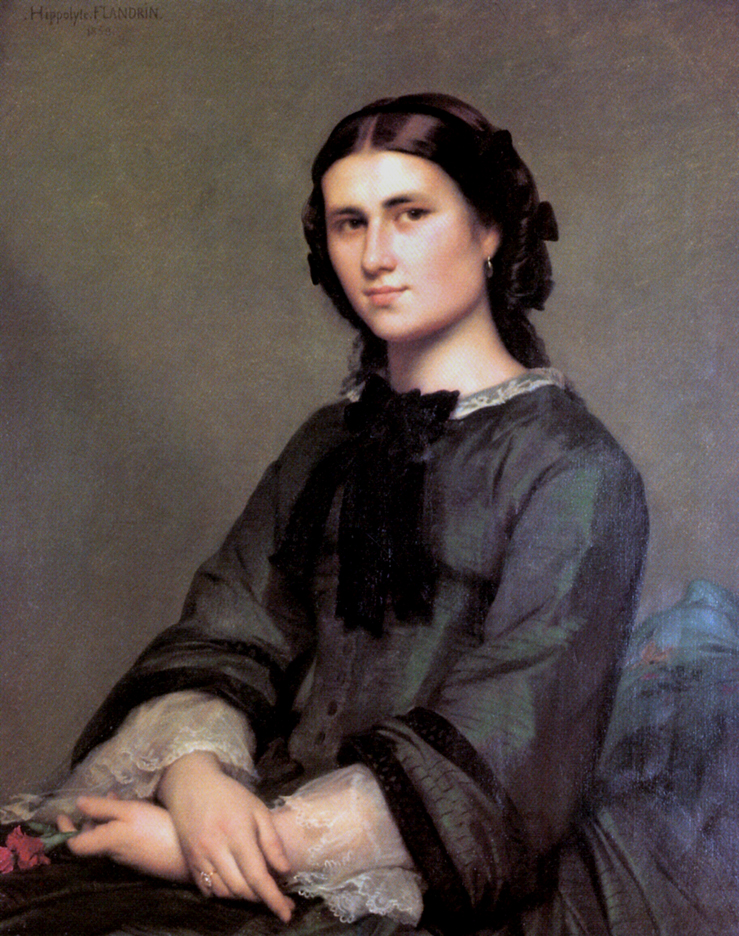
Matilde Maison
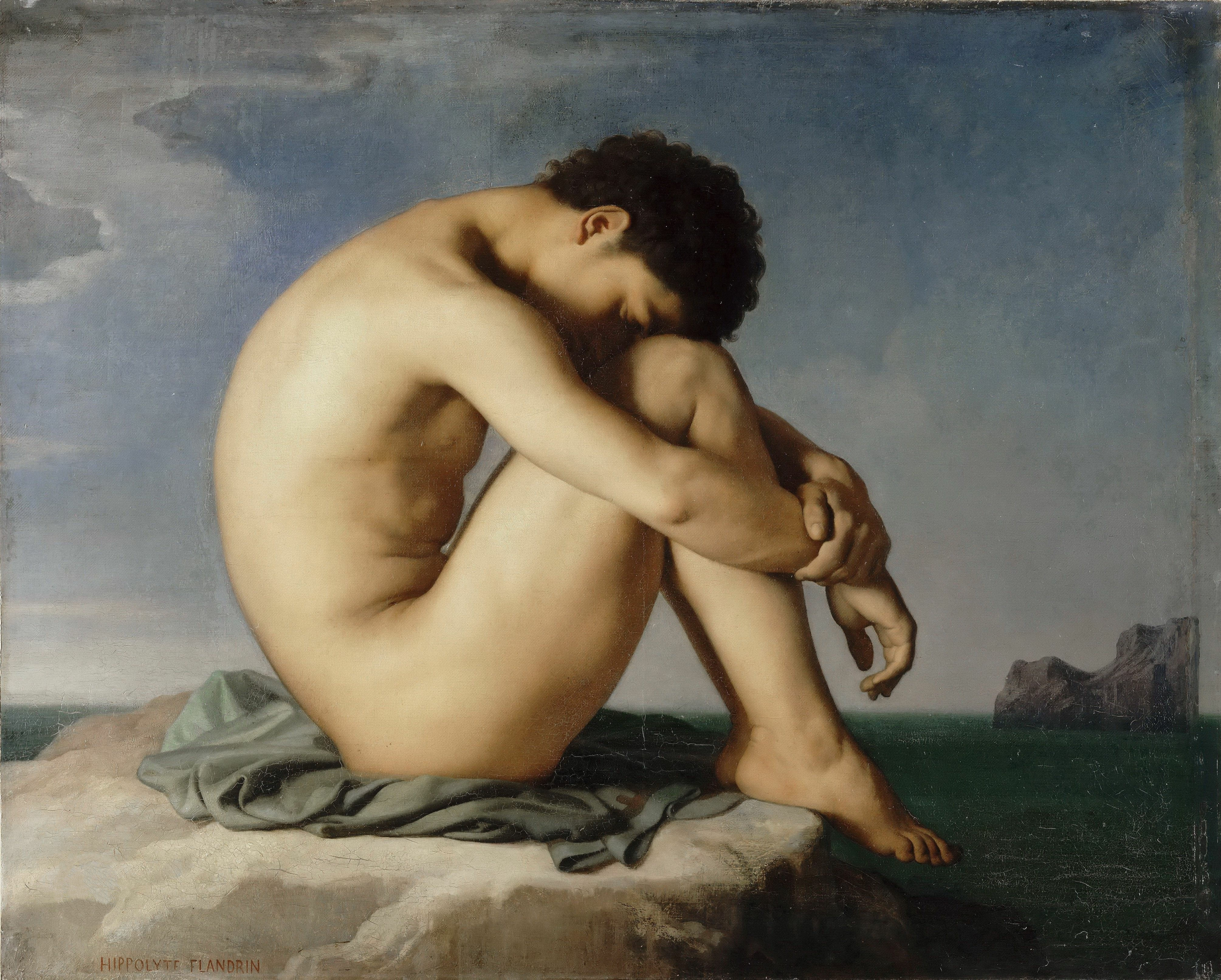
Giovane uomo nudo seduto in riva al mare
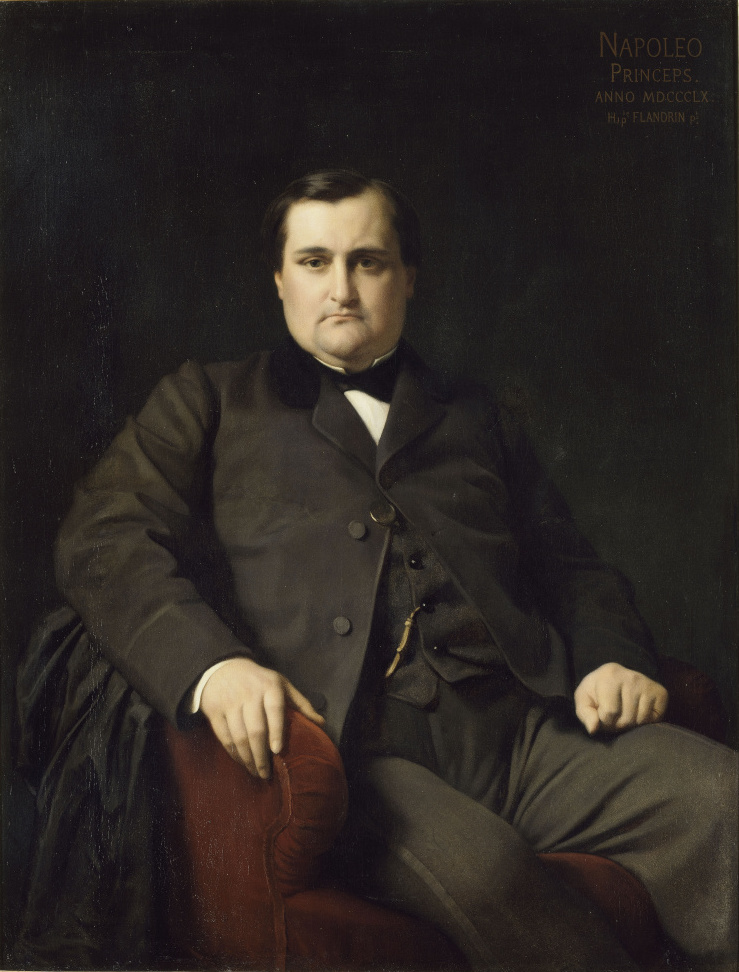
Joseph Charles Paul Bonaparte
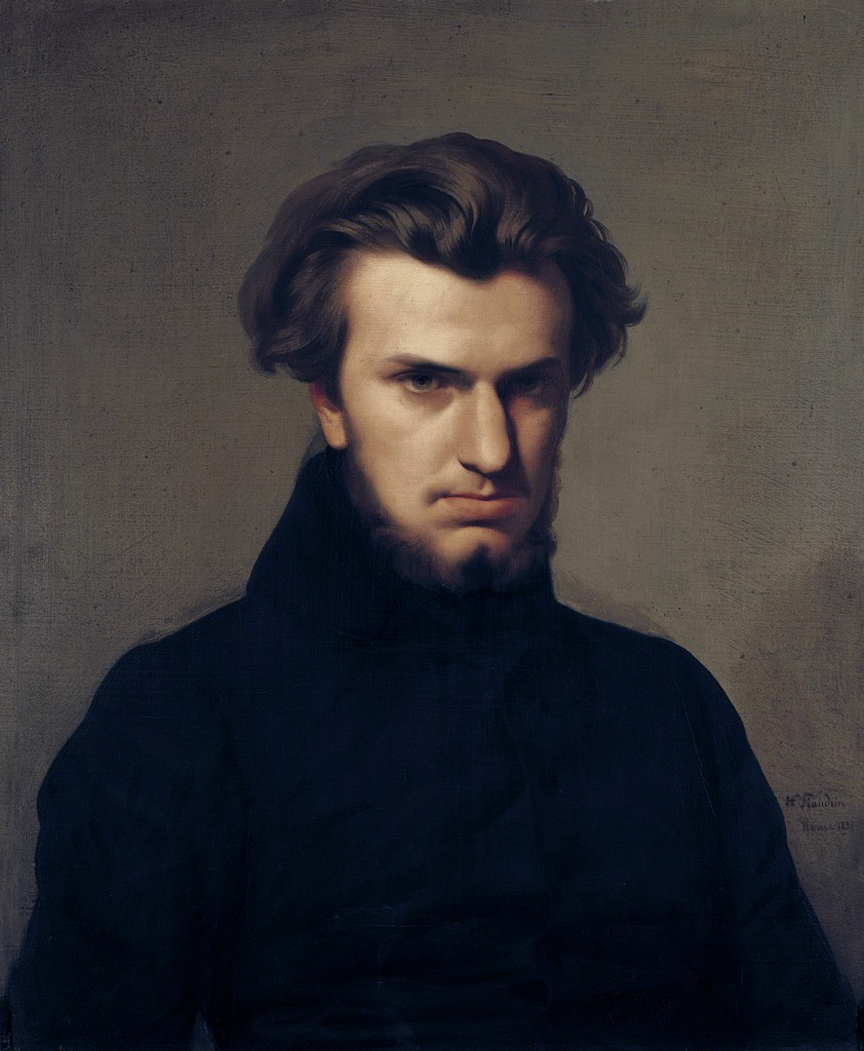
Ambroise Thomas
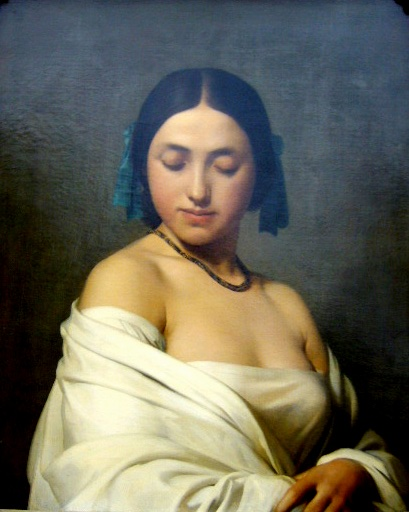
La fiorentina
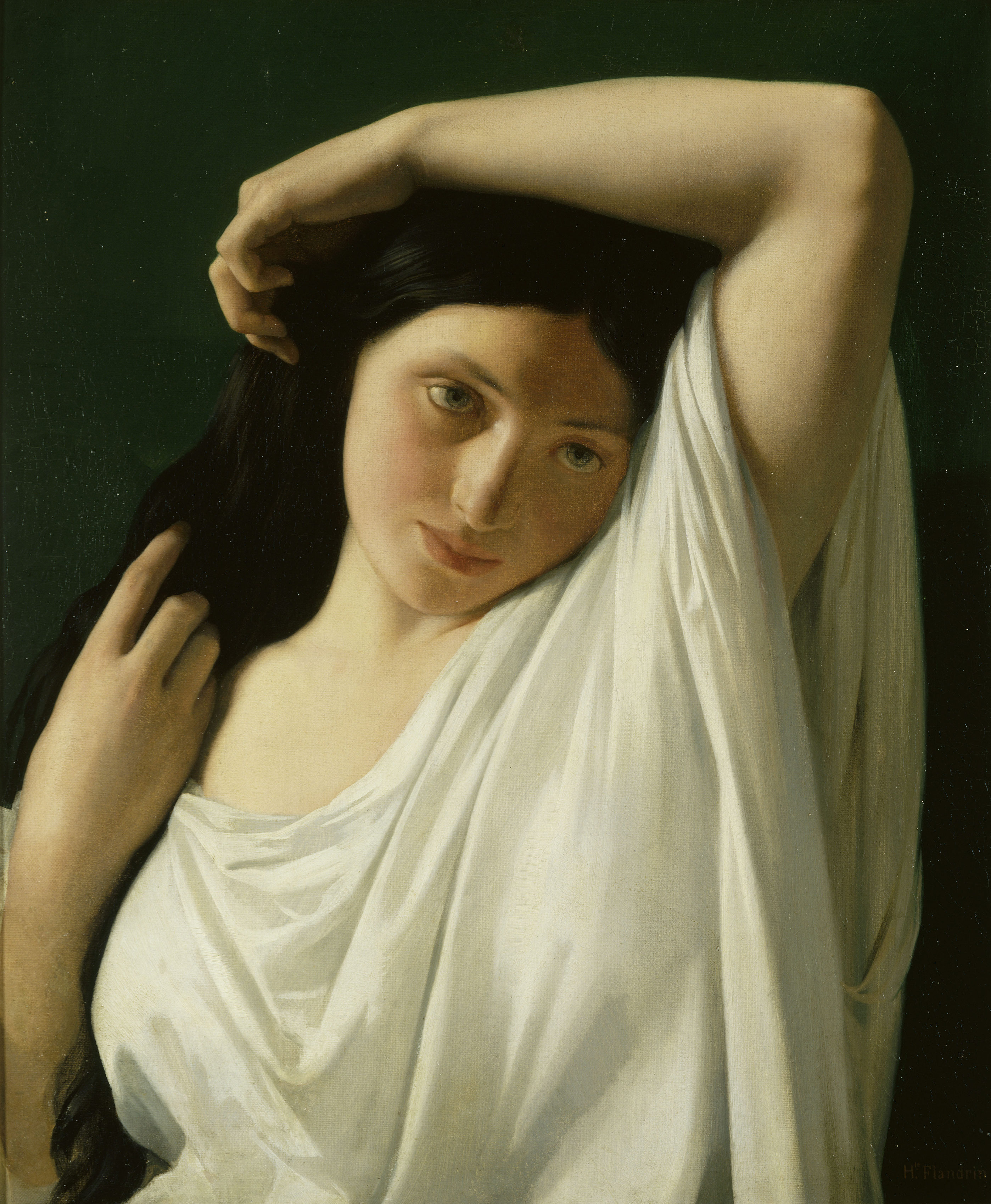
La fiorentina
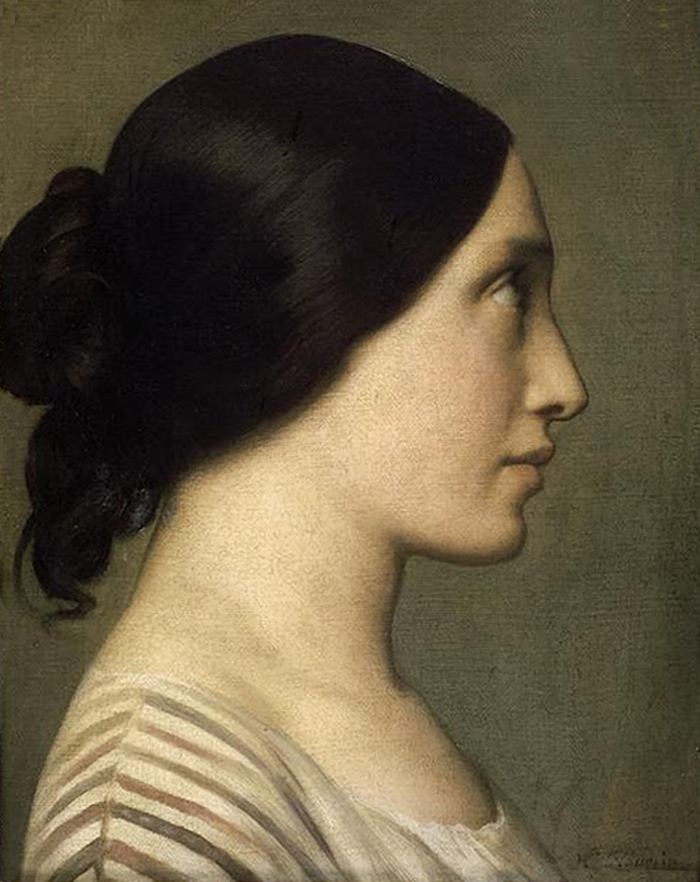
La fiorentina
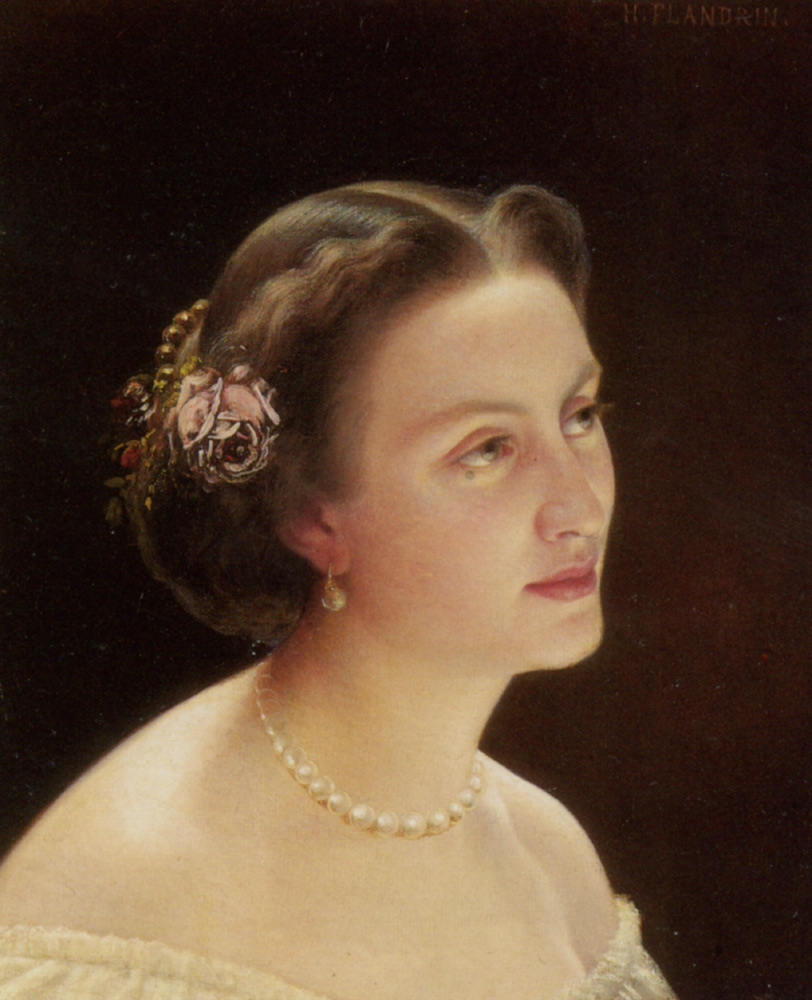
Ritratto di signora

## Iconografia
- N. D. - Ritratto fotografico di Robert Jefferson Bingham